# Кивелюк Роман Іванович

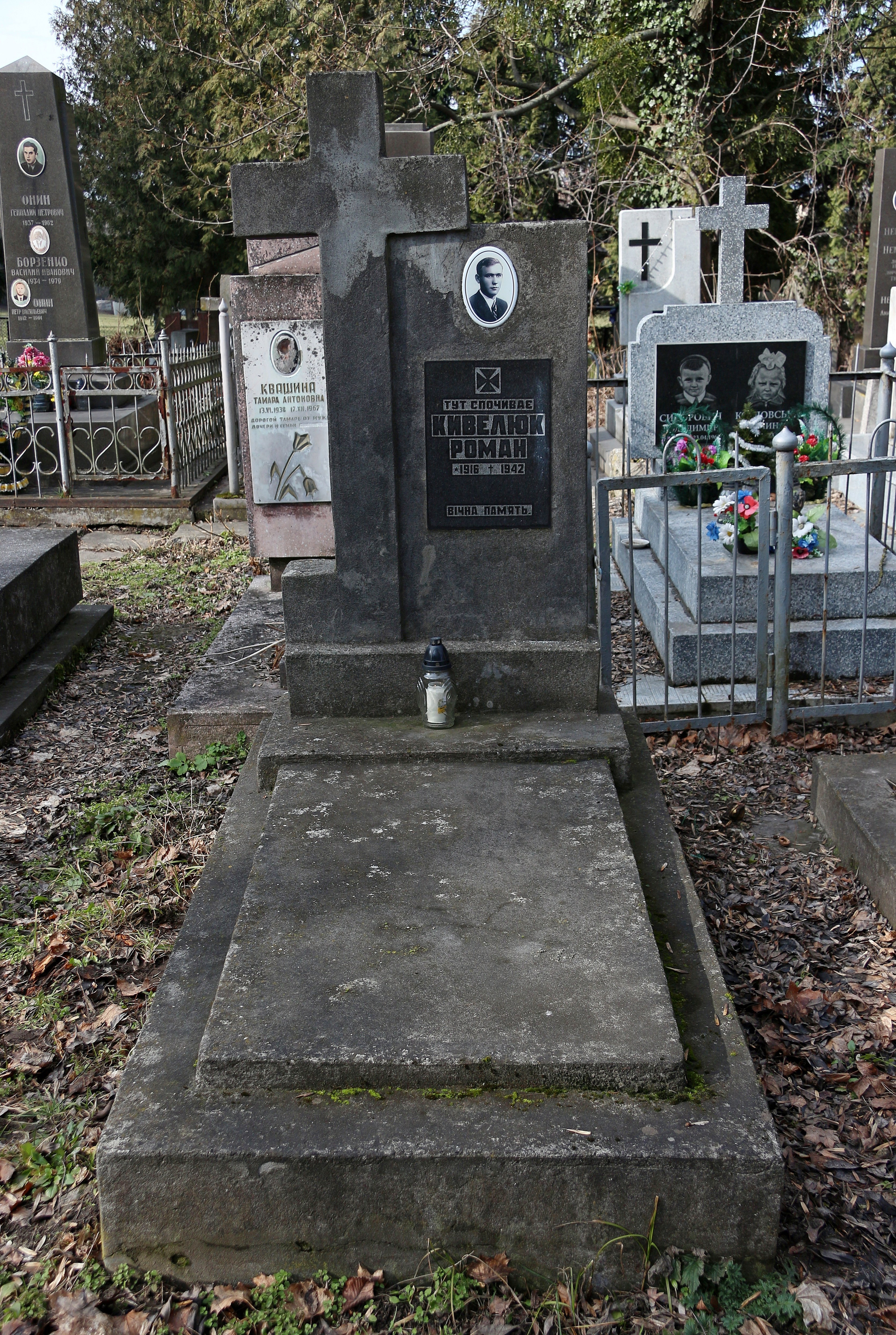

Роман Іванович Кивелюк (28.2.1916, Львів — січень-лютий 1942, там само) — український націоналістичний діяч, член ОУН, зв'язковий Петра Олійника («Енея»).

## Життєпис
Народився у Львові в сім'ї громадсько-політичного діяча Івана Кивелюка та Ольги (з дому Слободан). У 6-річному віці залишився круглим сиротою, хлопця та старшого брата Богдана взяв на виховання отець Йосип Кишакевич.
1932 року за звинуваченнями польської влади виключений із філії Академічної гімназії у Львові. Пізніше зумів відновити навчання і здав матуру. Пластун (курінь ч. 7 ім. Князя Льва при філії Академічної гімназії, згодом старший пластун куреня ч. 10 «Чорноморці»), після заборони Пласту продовжував діяльність у виховних таборах для молоді (г. Сокіл, с. Лаврів, с. Космач). Навчався на факультеті геодезії Львівської політехніки.
Член ОУН, як зв'язковий не раз перетинав кордон у 1941—1942 роках. Під час одного з таких рейдів Кивелюка затримали, його передали гестапо до Львова. Коли брат Богдан почув про страту й поховання в'язнів у січні-лютому 1942 року, серед них знайшов тіло Романа зі зв'язаними колючим дротом руками й слідами укусів собак.
Похований на Личаківському цвинтарі, поле № 85.